# Gymnangium setosum
Gymnangium setosum is een hydroïdpoliep uit de familie Aglaopheniidae. De poliep komt uit het geslacht Gymnangium. Gymnangium setosum werd in 1879 voor het eerst wetenschappelijk beschreven door Armstrong. 